# Bjørt Samuelsen
Bjørt Samuelsen (Tórshavn, 1965. március 2. –) feröeri újságíró és politikus, a Tjóðveldi tagja.

## Pályafutása
Tórshavnban nőtt fel. 19 évesen Párizsba költözött, majd Koppenhágába ment táplálkozástant tanulni, így bromatológiai végzettséget szerzett. Ezt követően a Norvég Újságíró Főiskola hallgatója lett Oslóban, ahol az Aftenpostennél és más újságoknál dolgozott. Miután 2000 őszén visszatért Feröerre, a Kringvarp Føroyánál, valamint önálló kommunikációs tanácsadóként dolgozott, illetve oktatott is a Feröeri Egyetemen.
Számos különböző pozíciót töltött be: többek között az Útvarp Føroya programbizottságának tagja (2002–2003), valamint a Feröeri Újságíró-szövetség vezetőségének tagja (2001–2004) volt.

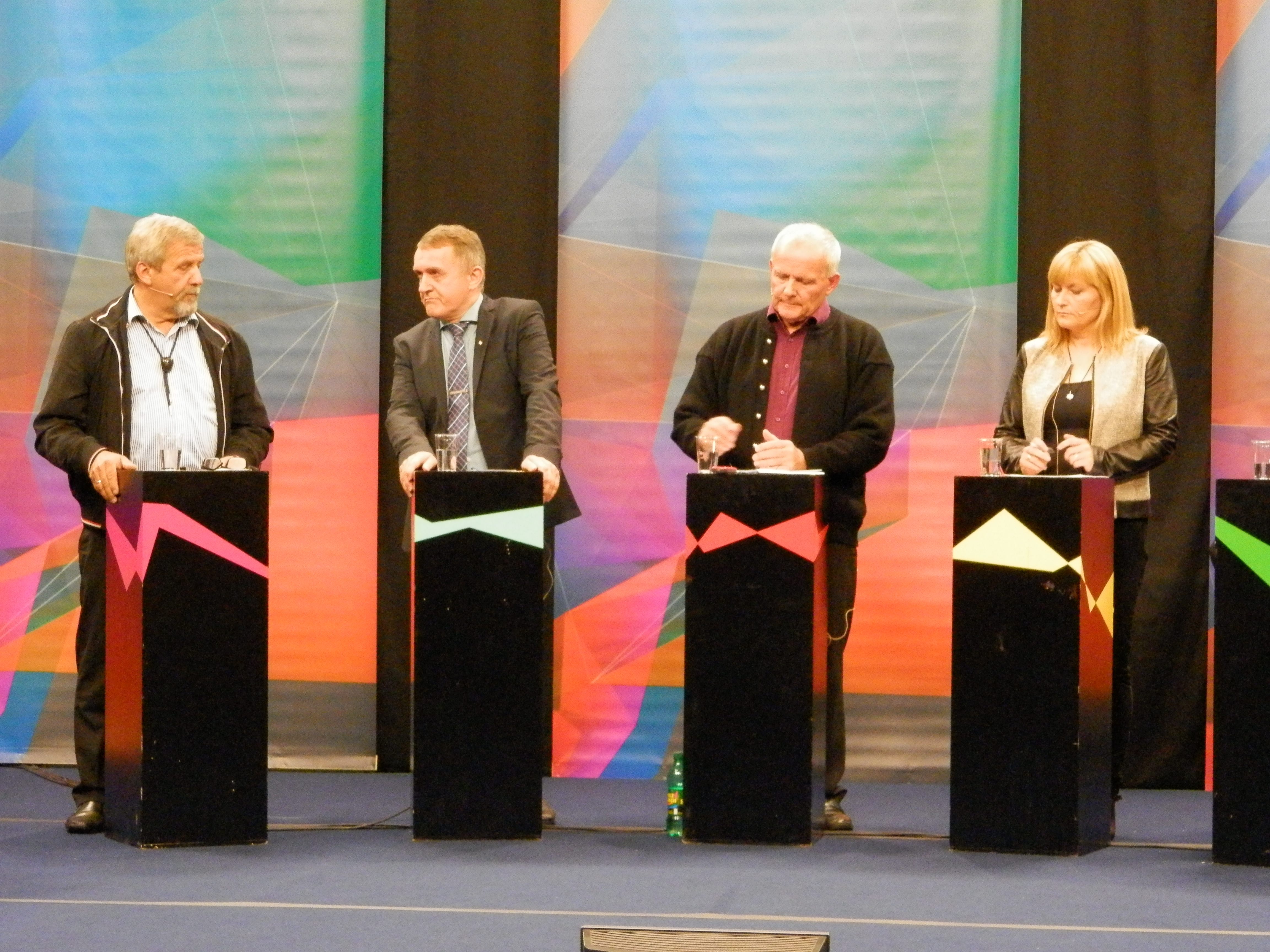
Választási vita a Kringvarp Føroya stúdiójában 2015 augusztusában

2008-ban választották a Løgting tagjává. Ugyanazon év februárja és szeptembere között gazdasági miniszter volt Jóannes Eidesgaard kormányában.

## Magánélete
Szülei Marin és Heðin Samuelsen. Férjével, Peter Skou Østergårddal és két gyermekükkel Hoyvíkban él.

## Fordítás
- Ez a szócikk részben vagy egészben a Bjørt Samuelsen című norvég Wikipédia-szócikk ezen változatának fordításán alapul.  Az eredeti cikk szerkesztőit annak laptörténete sorolja fel. Ez a jelzés csupán a megfogalmazás eredetét és a szerzői jogokat jelzi, nem szolgál a cikkben szereplő információk forrásmegjelöléseként.